# André Claro
André Filipe Claro de Jesus, meglio noto come André Claro (Vila Nova de Gaia, 31 marzo 1991), è un calciatore portoghese, attaccante del São João de Ver.

## Carriera
Ha giocato nella prima divisione portoghese.